# Ludwik Zamenhof

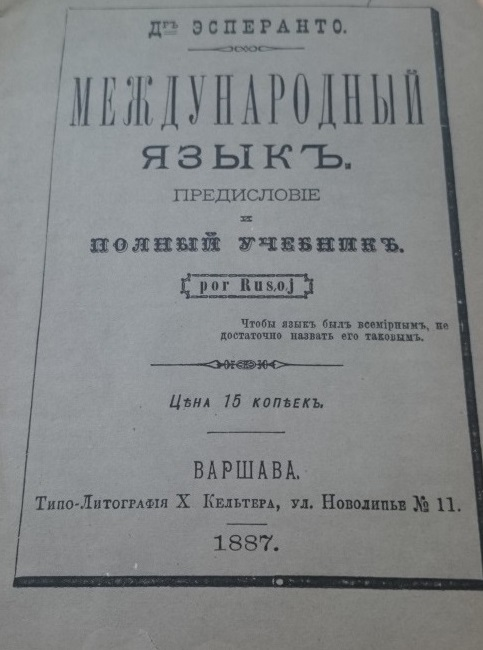
Język międzynarodowy. Przedmowa i podręcznik kompletny – 1887

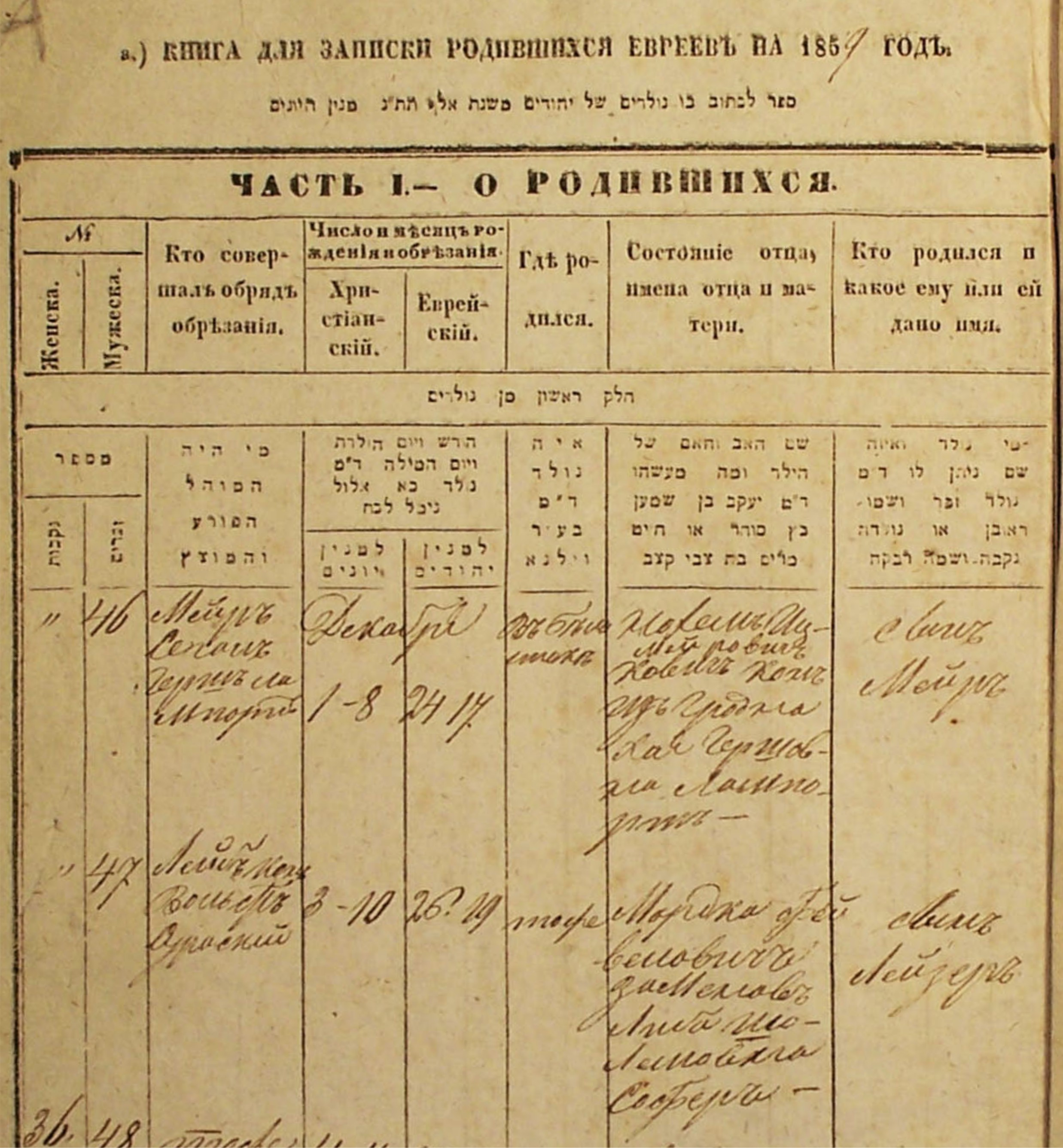
Karta z Księgi Urodzonych Okręgu Bożniczego w Białymstoku za rok 1859. Pozycja nr 47: Lejzer, syn Mordki Fejwelowicza Zamenowa i Liby Szolemowny Sofer

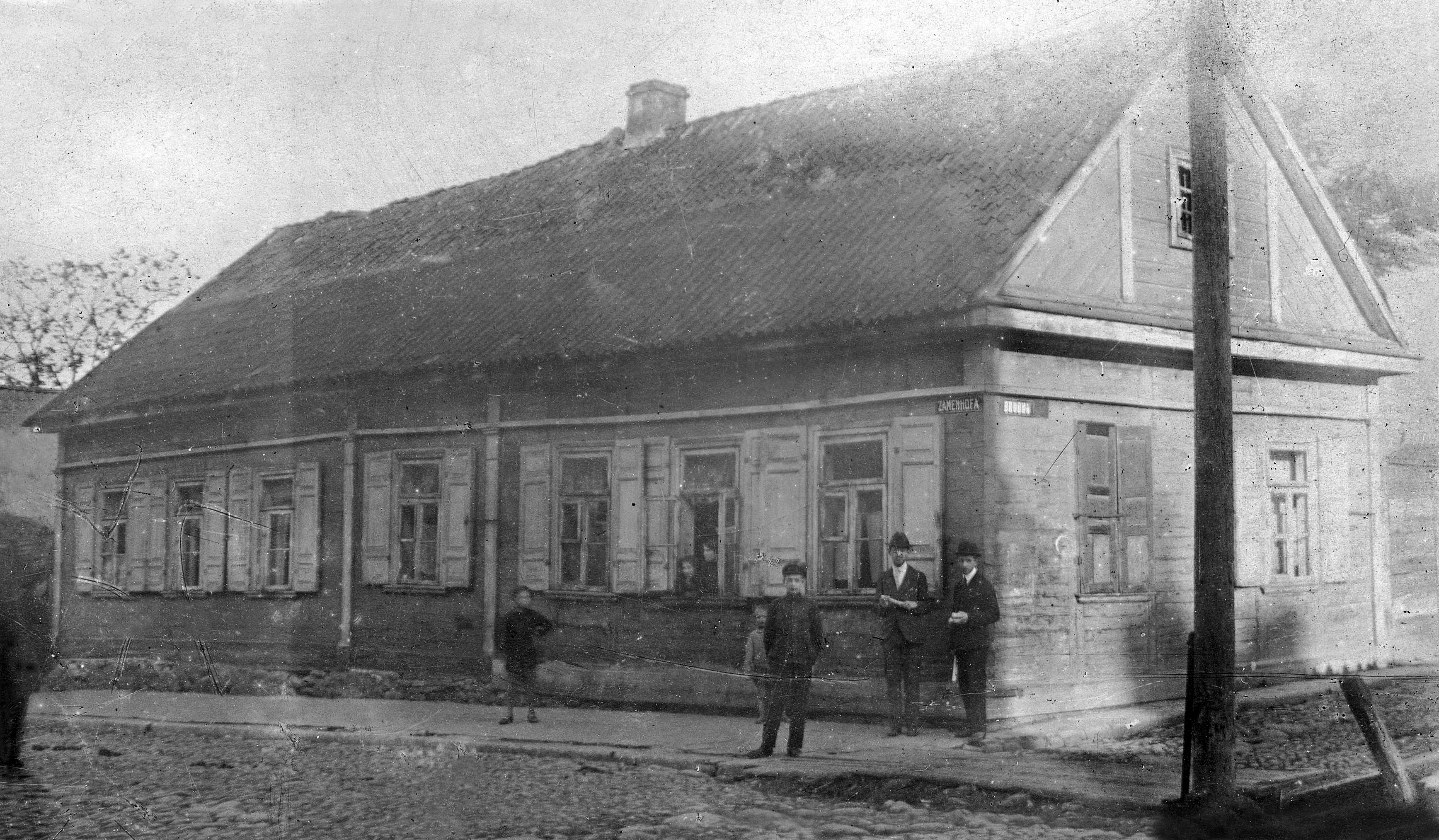
Dom przy ul. Zielonej 6 w Białymstoku, w którym w 1859 urodził się Ludwik Zamenhof

Ludwik Łazarz Zamenhof, właśc. Eliezer Lewi Samenhof (jid. לײזער לוי זאַמענהאָף, esp. Ludoviko Lazaro Zamenhofo (lub Zamenhof); ur. 15 grudnia 1859 w Białymstoku, zm. 14 kwietnia 1917 w Warszawie) – polski lekarz okulista żydowskiego pochodzenia, twórca języka esperanto. Ośmiokrotnie nominowany do Pokojowej Nagrody Nobla (1907, 1909, 1910, 1913, 1914, 1915, 1916, 1917).

## Życiorys
Urodził się w rodzinie żydowskiej w Białymstoku, od 1807 znajdującym się na terytorium Imperium Rosyjskiego, w domu znajdującym się przy ulicy Zielonej 6 (obecnie ulica Zamenhofa), róg ul. Białej. Jego rodzicami byli Markus i Rozalia z domu Sofer. Miał dziesięcioro rodzeństwa: Fejglę, Gitlę, Sorę Dworę, Feliksa, Hersza, Henryka, Minę, Leona, Aleksandra i Idę. W domu mówiono w jidysz, a drugim językiem był rosyjski lub (jak podają biografowie A. Zakrzewski, E. Wiesenfeld) polski. Dzieciństwo małego Ludwika upłynęło w środowisku wielonarodowościowej społeczności Białegostoku, złożonej głównie z Żydów, Polaków, Rosjan i Niemców. Mając 10 lat, napisał dramat Wieża Babel, czyli tragedia białostocka w pięciu aktach; uważał bowiem, że główną przyczyną nieporozumień i sporów między ludźmi jest bariera językowa. Jeden, wspólny język miał być jej rozwiązaniem.
Od jesieni 1869 uczęszczał do miejscowego gimnazjum (obecnie VI Liceum Ogólnokształcące im. Króla Zygmunta Augusta). W 1873 rodzina Zamenhofów przeprowadziła się do Warszawy, gdzie Ludwik zaczął uczęszczać do II Gimnazjum, które ukończył w czerwcu 1879.

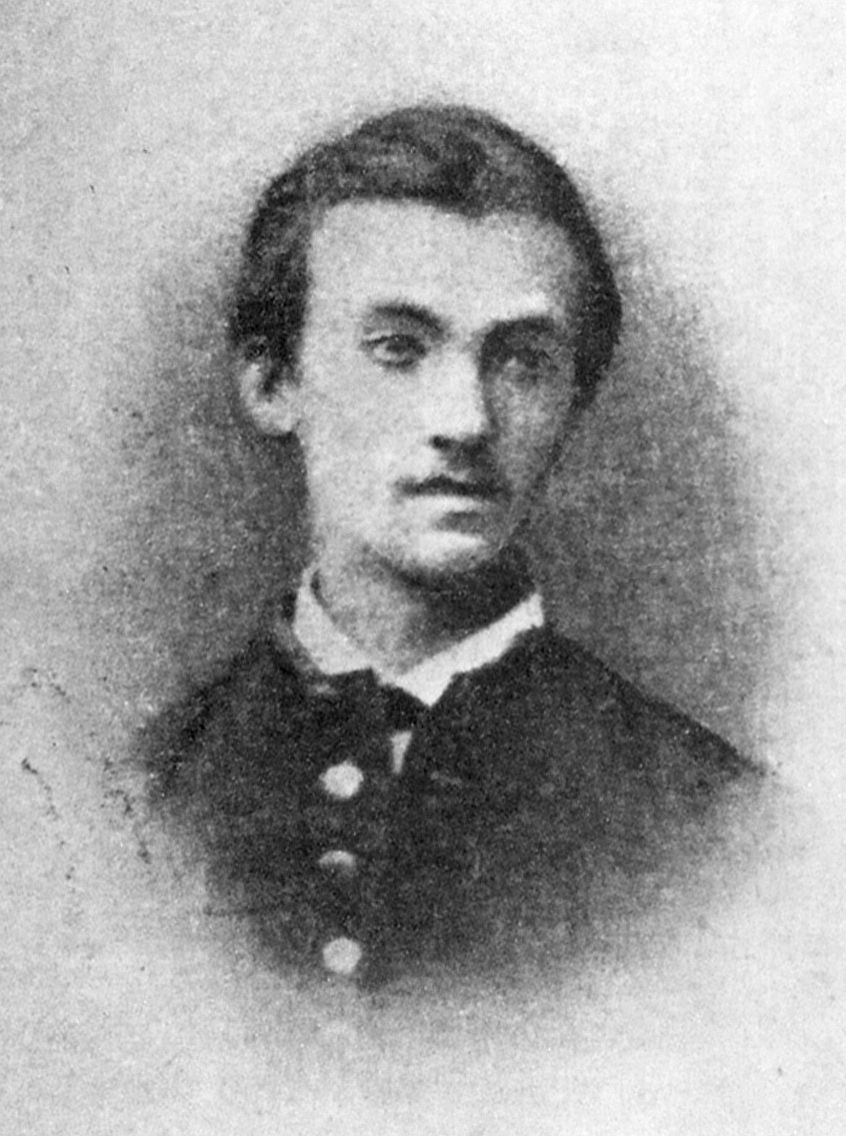
Ludwik Zamenhof, ok. 1879

W latach 1879–1881 studiował medycynę w Moskwie. Po zamachu na cara Aleksandra II w 1881, z powodu narastającego antysemityzmu wyjechał do Warszawy, gdzie kontynuował studia (1881–1885). Specjalizował się w okulistyce w Wiedniu (1886).

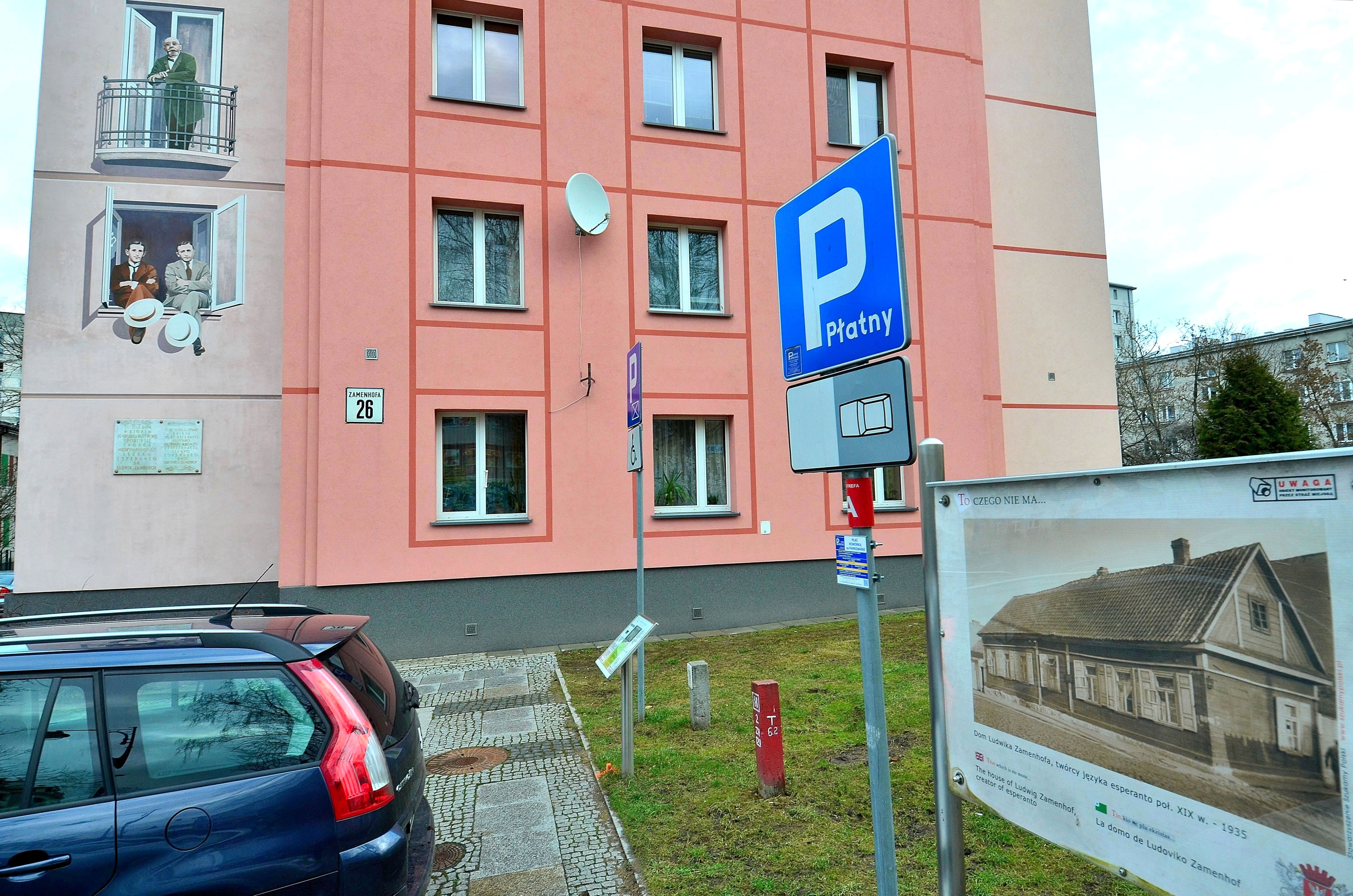
Miejsce, w którym znajdował się dom urodzenia Ludwika Zamenhofa. Widoczne tablica pamiątkowa na bloku mieszkalnym przy ul. Zamenhofa 26 i esperancki mural

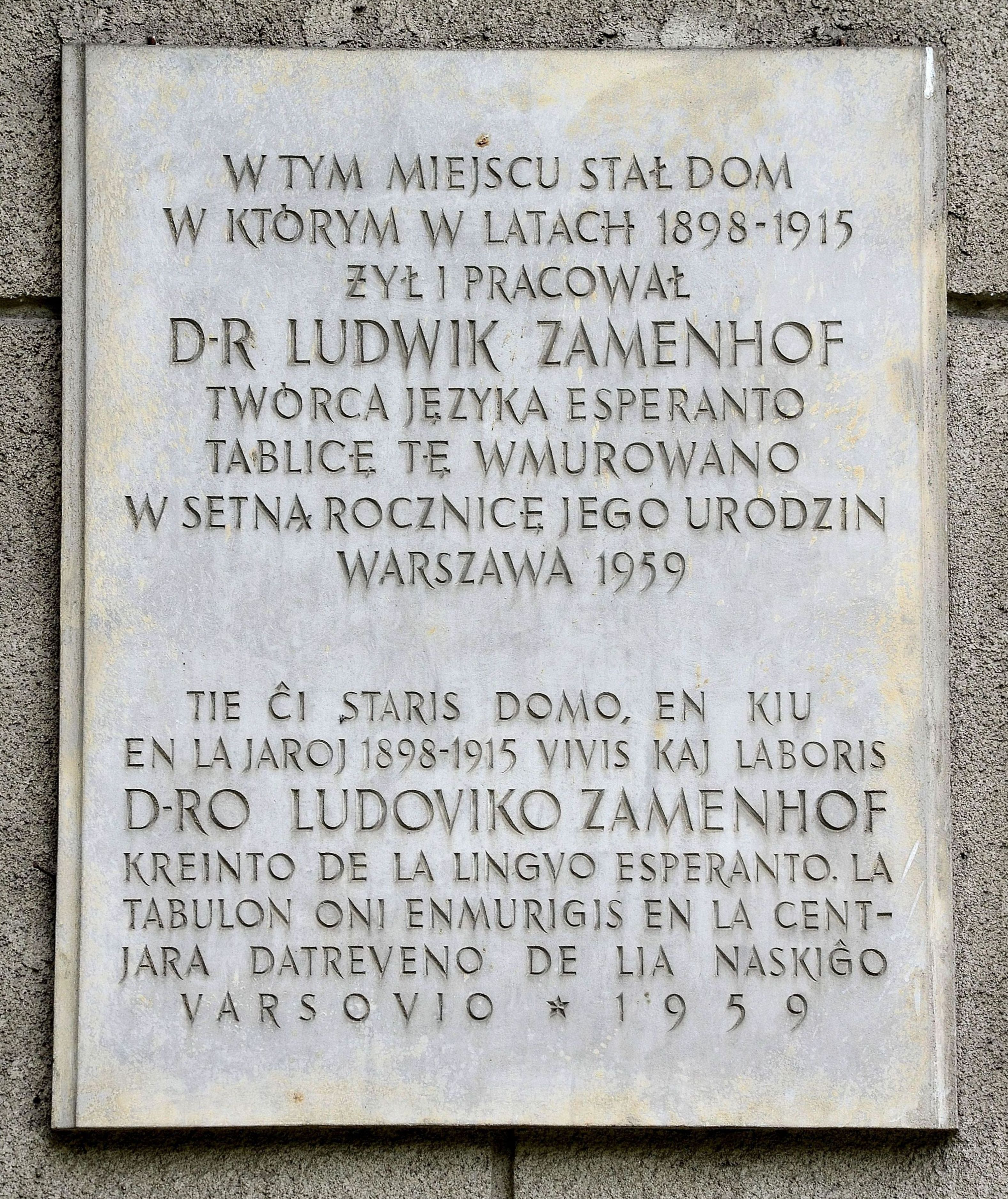
Tablica pamiątkowa przy ul. Zamenhofa 5 w Warszawie

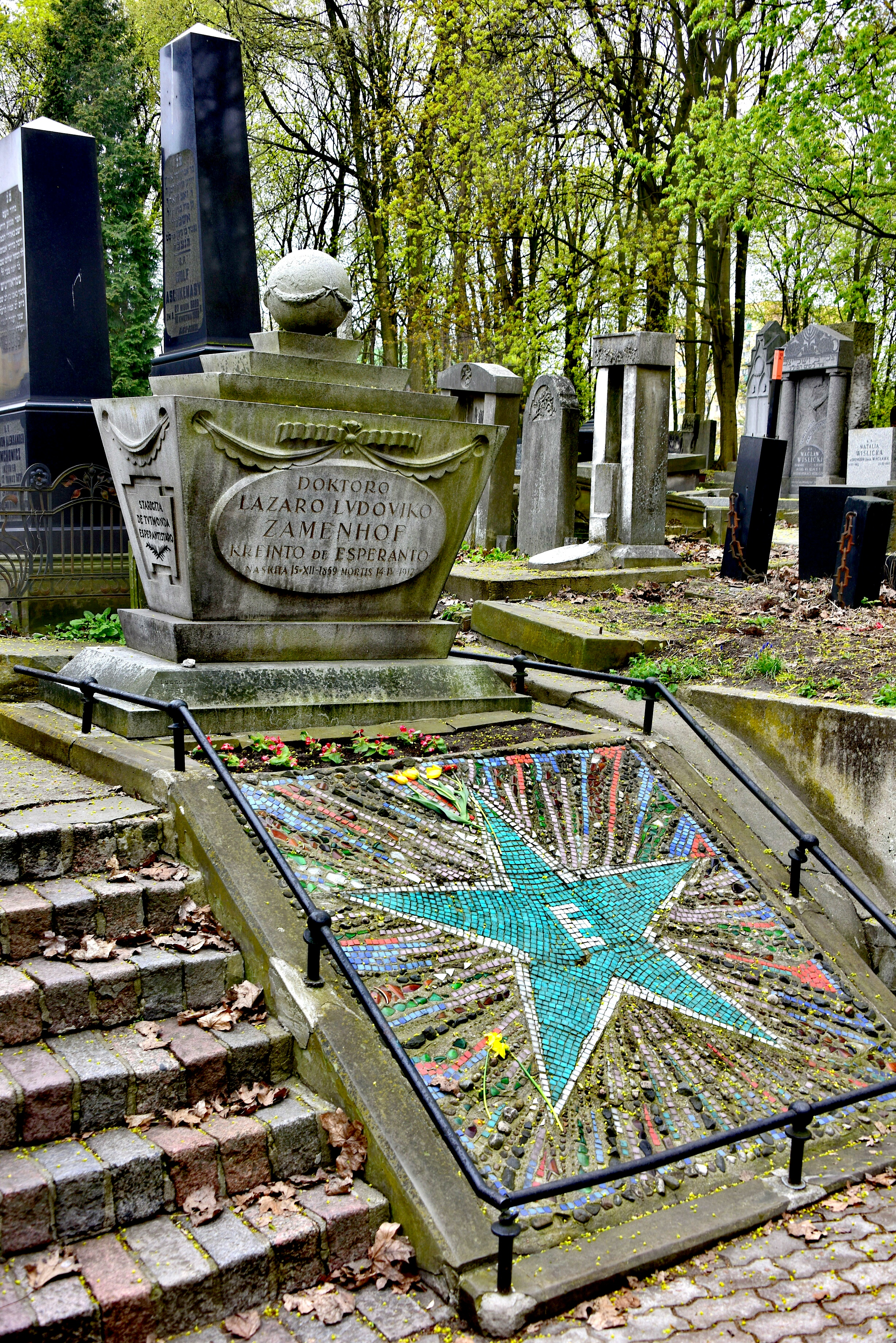
Grób Ludwika Zamenhofa na cmentarzu żydowskim w Warszawie

Już w czasie nauki w gimnazjum w Warszawie, Zamenhof stworzył pierwszą, prymitywną wersję swojego języka – Lingwe Uniwersala (1878). W ciągu kilku lat stworzył trzy kolejne wersje języka. Unikając błędnych założeń wcześniejszych projektów i opierając się na gruntownej znajomości wielu języków narodowych, w roku 1885 Zamenhof ukończył projekt języka międzynarodowego znanego w dzisiejszej formie.
Po ukończeniu studiów pracował jako okulista w Warszawie, jednak jego pasją pozostawały języki. 26 lipca 1887 roku, po dwóch latach szukania wydawcy, ukazała się rosyjskojęzyczna książka Język międzynarodowy. Przedmowa i podręcznik kompletny, pod pseudonimem Doktoro Esperanto, oznaczającym „mającego nadzieję doktora”. Słowo to przyjęło się z czasem jako nazwa samego języka. Wydanie książki możliwe było dzięki pomocy finansowej Aleksandra Silbernika, ojca Klary Silbernik, przyszłej żony Zamenhofa. W tym samym roku podręcznik wydano po polsku, francusku, niemiecku i angielsku.
Wkrótce po wydaniu podręcznika, ze świata zaczęły docierać sygnały o ogromnej prostocie i użyteczności języka. Umożliwiał on oddanie najróżniejszych odcieni myśli ludzkiej, co potwierdziły tysiące publikacji naukowych i literackich, m.in. pełny przekład Pana Tadeusza. Mimo początkowego sceptycyzmu, uprzedzeń, a nawet świadomego sabotowania esperanto przez władze francuskie na rzecz własnego języka, projekt Zamenhofa zdobywać zaczął coraz większą popularność, mając miłośników nawet wśród lingwistów. Zaczęły powstawać pierwsze kluby esperanckie (pierwszy w Norymberdze, następnie kolejne w całej Europie).
W roku 1905 we francuskim mieście Boulogne-sur-Mer miał miejsce pierwszy Światowy Kongres Esperanto, gdzie podpisano deklarację dotyczącą esperantyzmu, podkreślaną przez Zamenhofa w kolejnych przemowach inaugurujących Kongresy. W drodze przez Paryż odznaczono Zamenhofa Orderem Legii Honorowej oraz podświetlono na jego cześć wieżę Eiffla. Dzięki pieniądzom płaconym przez esperancką gazetę La Revuo za współpracę, mógł uczestniczyć we wszystkich przyszłych kongresach, nawet tym w Waszyngtonie (1910). Począwszy od Kongresu w Dreźnie w 1908, wszystkie przed wojną zostały organizowane pod patronatem przywódców państw europejskich. W Dreźnie Zamenhof otworzył bal kongresowy, tańcząc z założycielką Gdańskiego Towarzystwa Esperanckiego, pionierką ruchu esperanckiego w Gdańsku, Anną Elisą Tuschinski.
Oprócz potrzeby rozwiązania problemu wspólnego języka, Zamenhofa martwił podział ludzi z powodów religijnych. W 1901 wydał pod pseudonimem „Homo sum” (łac. Człowiekiem jestem) książkę pt. „Hilelizm jako rozwiązanie kwestii żydowskiej”. Hilelizm (nazwa utworzona od imienia Hillela) zakładał zbliżenie Żydów do wyznawców innych religii – poza byciem wyznawcami judaizmu, powinni oni służyć państwu, w którym mieszkają, religia i język powinny być sprawami prywatnymi. Hilelizm został źle przyjęty przez Żydów, ale także esperantystów, traktujących ideę jako prywatną sprawę autora. W 1906 zmodyfikował nieco pogląd na kwestię religii – nowo powstała idea homaranizmu zakładała pełne zjednoczenie wszystkich narodów, istnienie wspólnego języka i religii, a kierowana była początkowo głównie do esperantystów. Zamenhof nie znalazł jednak poparcia na świecie dla swojej idei.
W 1913 roku wysunięto kandydaturę Zamenhofa do Nagrody Nobla.
W Warszawie mieszkał w latach 1898–1915 w nieistniejącej obecnie kamienicy przy ul. Dzikiej 5 (od 1930 ul. Zamenhofa) róg Dzielnej.
Zmarł 14 kwietnia 1917 roku. Został pochowany 16 kwietnia na cmentarzu żydowskim przy ulicy Okopowej w Warszawie (kwatera 10, rząd 2). Uroczystą, pożegnalną mowę wygłosił rabin i kaznodzieja Wielkiej Synagogi na Tłomackiem, Samuel Poznański: „Przyjdzie chwila, że cała polska ziemia zrozumie, jaką promienną sławę dał ten wielki syn swojej ojczyźnie...”.

## Nagrobek
W 1922 roku postanowiono ogłosić konkurs na projekt nagrobka Zamenhofa do którego zaproszono tylko rzeźbiarzy z Polski. Ograniczono zasięg konkursu, aby zapewnić zachowanie przepisów projektowania nagrobków hebrajskich oraz możliwość wizyty na cmentarzu w celu zapoznania się z warunkami terenowymi. Zgłoszono 18 projektów. Jury obradowało w składzie: Szczepkowski, Ostrowski, Marian Sługocki oraz Bujwid i Ignacy Teichfeld. Dla zwycięzców przewidziano dwie nagrody pieniężna w wysokości 12 i 6 funtów. Jury pierwszą nagrodę przyznało pracy Nadzieja, której autorem okazał się rzeźbiarz z Poznania Mieczysław Lubelski, a drugą projektowi 5 części świata autorstwa warszawskiego rzeźbiarza Tadeusza Breyera. Pomnik ze względu na koszty wykonano w Szkocji w Aberdeen. Komitet organizacyjny odpowiedzialny za wykonanie pomnika starał się o zwolnienie go z cła i opłat przewozowych. Przewieziono go statkiem do Gdyni, a stamtąd pociągiem do Warszawy. Odsłonięcie planowano zorganizować w dziewiątą rocznicę śmierci Zamenhofa, a na prośbę rodziny przesunięto na najbliższa niedzielę tj. 18 kwietnia 1926 roku. Podczas odsłonięcia pomnika mowę wygłosił Leo Belmont.

## Odznaczenia
- Oficer Orderu Legii Honorowej (Francja)[15][16]
- Komandor Orderu Izabeli Katolickiej (Hiszpania)[17]

## Upamiętnienie
- 15 grudnia obchodzony jest jako Dzień Ludwika Zamenhofa.
- Na całym świecie istnieją setki obiektów (ulice, place itp.) nazwanych imieniem Ludwika Zamenhofa i esperanto – w tym dwie planetoidy pomiędzy Jowiszem a Marsem. Nazwiskiem Zamenhofa nazwano planetoidę (1462) odkrytą w 1938 r.
- W 1924 r. na ścianie hotelu "Hammerand" w Wiedniu, w którym Zamenhof mieszkał w latach 1886 i 1897, w obecności wdowy i jego córki odsłonięto marmurową tablicę pamiątkową, poświęconą twórcy języka esperanto. Przy odsłonięciu przemawiał profesor dr Odo Bujwid z Krakowa. Uroczystość zakończyła się odśpiewaniem hymnu esperanckiego[18].
- W 1959 roku w stoczni jugosłowiańskiej zwodowano zamówiony przez Polskie Linie Oceaniczne drobnicowiec, który został ochrzczony jako „Zamenhof”[19].
- W 1959 roku w setną rocznicę urodzin Zamenhofa w Gdańsku odbył się XV Zjazd młodzieży esperanckiej z udziałem 250 delegatów z 16 krajów. Z okazji jubileuszu posadzono w Dolinie Świemirowskiej okolicznościowy dąb z pamiątkowym napisem[19].
- W 1979 wyemitowano z jego wizerunkiem polską monetę kolekcjonerską o nominale 100 zł. Moneta ta została wykonana ze srebra próby 625 w nakładzie 30 000 egzemplarzy, miała średnicę 32 mm i wagę 16,5 g, rant gładki[20].
- Imieniem Ludwika Zamenhofa został nazwany Uniwersytecki Dziecięcy Szpital Kliniczny w Białymstoku[21].
- Dom rodzinny Ludwika Zamenhofa, poświęcony mu pomnik oraz Centrum im. Ludwika Zamenhofa oznaczono jako punkty otwartego w czerwcu 2008 Szlaku Dziedzictwa Żydowskiego w Białymstoku opracowanego przez grupę doktorantów i studentów UwB – wolontariuszy Fundacji Uniwersytetu w Białymstoku[22]. Punkty te zamieszczono również na otwartym w czerwcu 2009 roku przez firmę Landbrand Szlaku esperanto i wielu kultur[23].
- Podczas 38. sesji Konferencji Generalnej UNESCO, która odbyła się od 3 do 18 listopada 2015 roku uchwalono, że między innymi setna rocznica śmierci Ludwika Zamenhofa (w 2017 roku) będzie obchodzona pod auspicjami UNESCO[24].

## Inne
- W działalności publicystycznej Zamenhof posługiwał się pseudonimami D-ro Esperanto, Unuel (Unu el la popolo – jeden z ludu), Gofzamen i Anna R. Jest autorem antologii tekstów literackich przetłumaczonych na esperanto pt. Fundamenta krestomatio... (1904), wśród licznych tłumaczeń należy wyróżnić całościowe tłumaczenie Starego Testamentu.
- Zainicjowany przez Ludwika Zamenhofa ruch esperancki szybko rozprzestrzeniał się na świecie, a jego twórca zrzekł się wszelkich należnych mu praw, oddając esperanto na użytek całej ludzkości.